# Sukakarya (Suku Tengah Lakitan Ulu)
Sukakarya is een bestuurslaag in het regentschap Musi Rawas van de provincie Zuid-Sumatra, Indonesië. Sukakarya telt 1997 inwoners (volkstelling 2010).